# 潭子清嚴禁北路理番弊端碑
24°12′34″N 120°42′43″E / 24.209561°N 120.712066°E
潭子清嚴禁北路理番弊端碑，俗稱阿里史社碑，是位於臺灣臺中市潭子區潭陽里石牌公園內的石碑，內容為乾隆時期官府令漢族不得剝削巴宰族勞工的規定，列為臺中市文化資產。

## 歷史
潭子區潭陽里古為阿里史社所居，古名「番仔社」。當地還有地名「馬鄰埔」，「馬鄰」在平埔族語為死靈的意思。
乾隆三十五年（1770年），臺灣府北路理番同知張所受在此立碑，規定禁止漢人剝削阿里史社人工資，僱規定原住民挑夫工役，每里每人給錢三斗，一日所得約一百廿到一百四十文等內容。該碑長二公尺、寬六十公分、厚廿公分，為當地「石牌」地名的由來。
不過當地原住民還是受漢族壓迫，依姚瑩《東槎紀略》所載，他們於嘉慶九年（1804年）在潘賢文、大乳汗毛格帶領下，與岸裡、阿束、東螺、北投、大甲、吞霄、馬賽諸社遷至葛瑪蘭五圍。嘉慶十四年（1809年），這群原住民遭漳州人夜襲，頭目遇害。今宜蘭羅東留有俗稱「番仔廟」的羅東城隍廟。至於馬鄰埔日後成了潭子鄉第一公墓。
二十世紀中葉，進行工程的林正忠在水中挖出阿里史社碑。本來沒有人要，被放在溝上當做踏腳石，後來放在潭子鄉公所地下室。公所曾請專家鑑定，又被認為字跡風化、模糊不清，不具歷史價值，直到1990年潭子鄉公所編鄉志，請學者考證，證實為清乾隆年間的文物。1991年，第一公墓築成潭子石牌公園，就將此石碑遷到此，一旁並將拓印下來的內容另以正楷書寫。
1996年報導，碑面被不明人士破壞噴漆。至2001年時，潭陽村長林亭輝抱怨，近來石碑被很多國中生寫下很多不雅的文字，還有人拿小刀刻字。